# Metalepsja
Metalepsja (z gr. μετάληψις metálēpsis – "zmiana, udział") – figura stylistyczna i retoryczna, która polega na zmianie opisu czasu, ciągu przyczynowo-skutkowego lub relacji jakiegoś zdarzenia poprzez:
- zastąpienie opisu upływu czasu opisem zjawiska o takim samym okresie trwania;
- mówienie o skutku, jakby był przyczyną, i o przyczynie, jakby była skutkiem;
- zastąpienie opisu samego faktu opisem okoliczności, w jakich ten fakt miał miejsce.

Metalepsja może być rodzajem metonimii, aluzji, peryfrazy bądź eufemizmu. Figura często stosowana w poezji, np.
Trzy razy księżyc odmienił się złoty
Gdy na tym piasku rozbiłem namioty.
Juliusz Słowacki, Ojciec zadżumionych
W tym przypadku poeta zastosował metalepsję w pierwszej wersji, czyli zastąpił termin „trzy miesiące” określeniem współzależnym chronologicznie.